# Bouwhuis Wever

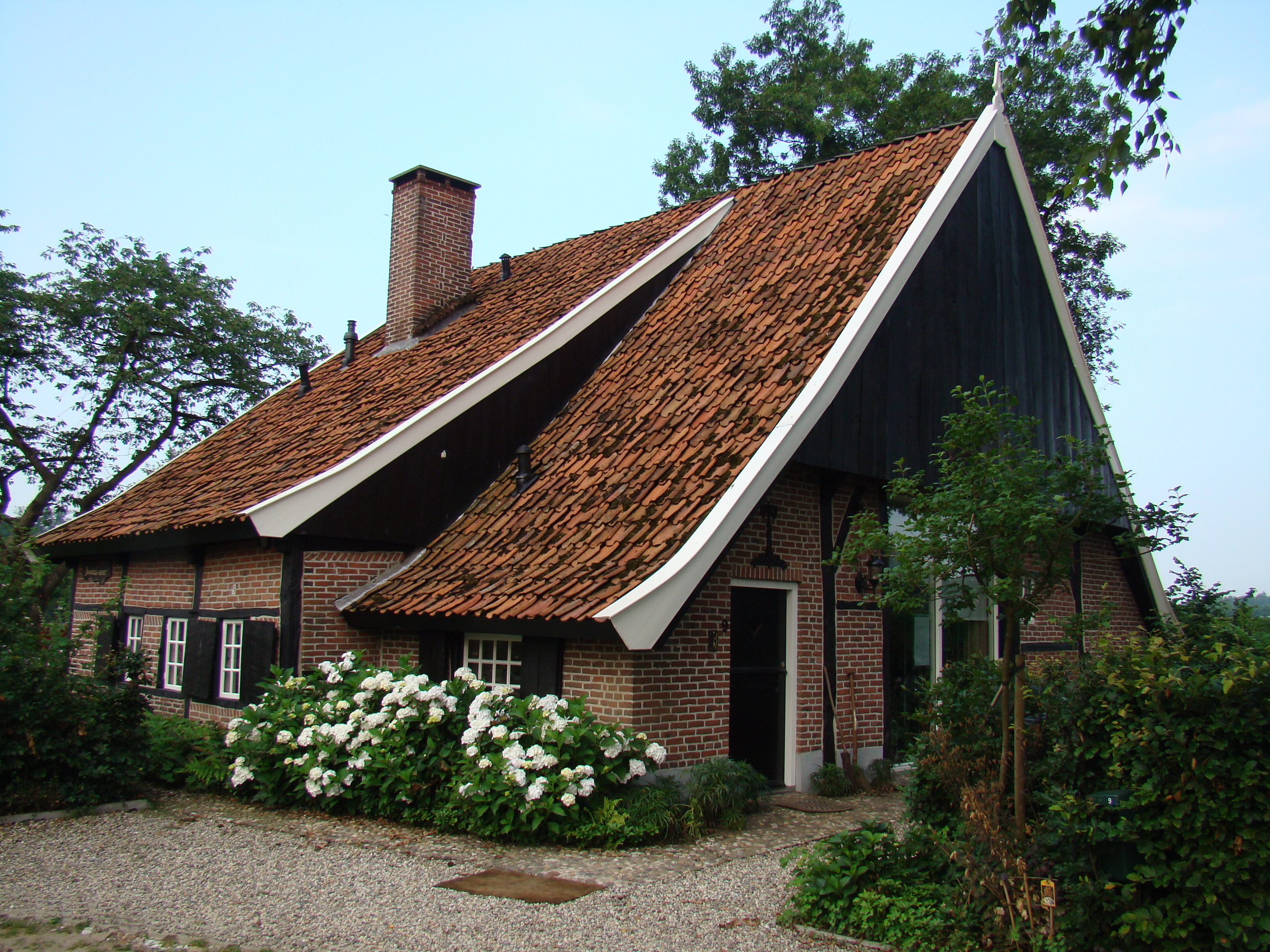

Bouwhuis Wever is een goed bewaard en gerestaureerd Saksisch vakwerkboerderijtje in Bredevoort uit de 18e eeuw met een hoog dak voorzien van dakpannen, houten voorschot en vensters met kleine roedenverdeling en luiken. Een gedeelte van het dak is "gelift", om een extra vertrek te verkrijgen, de weverij. Het ligt aan een zijpad (met sinds medio 2012 de naam Heericks-es)van de Kloosterdijk, vanouds de route van Bredevoort naar 't Klooster. Het huis is sinds 1967 ingeschreven als rijksmonument.